# Tim Alexander
Tim Alexander alias Herb (10 avril 1965 - ) est un musicien américain, né à Cherry Point, Caroline du Nord. Il est le plus connu comme étant le batteur de Primus. Il fut aussi le premier batteur du groupe A Perfect Circle et a prêté sa voix au groupe metal Laundry. Il a quitté Primus après  Tales from the Punchbowl et a réintégré le groupe pour une série de concerts qui a débouché sur le DVD Hallucino-Genetics avant de le quitter "définitivement" en 2009.Remplacé par Jay Lane depuis 2010, à la surprise générale Herb réintègre PRIMUS en 2014. 
Tim Alexander utilise une batterie TAMA, des cymbales ZILDJIAN et des peaux REMO.

## Sources
- Best-drummer.com: Tim Alexander